# Ngân hàng

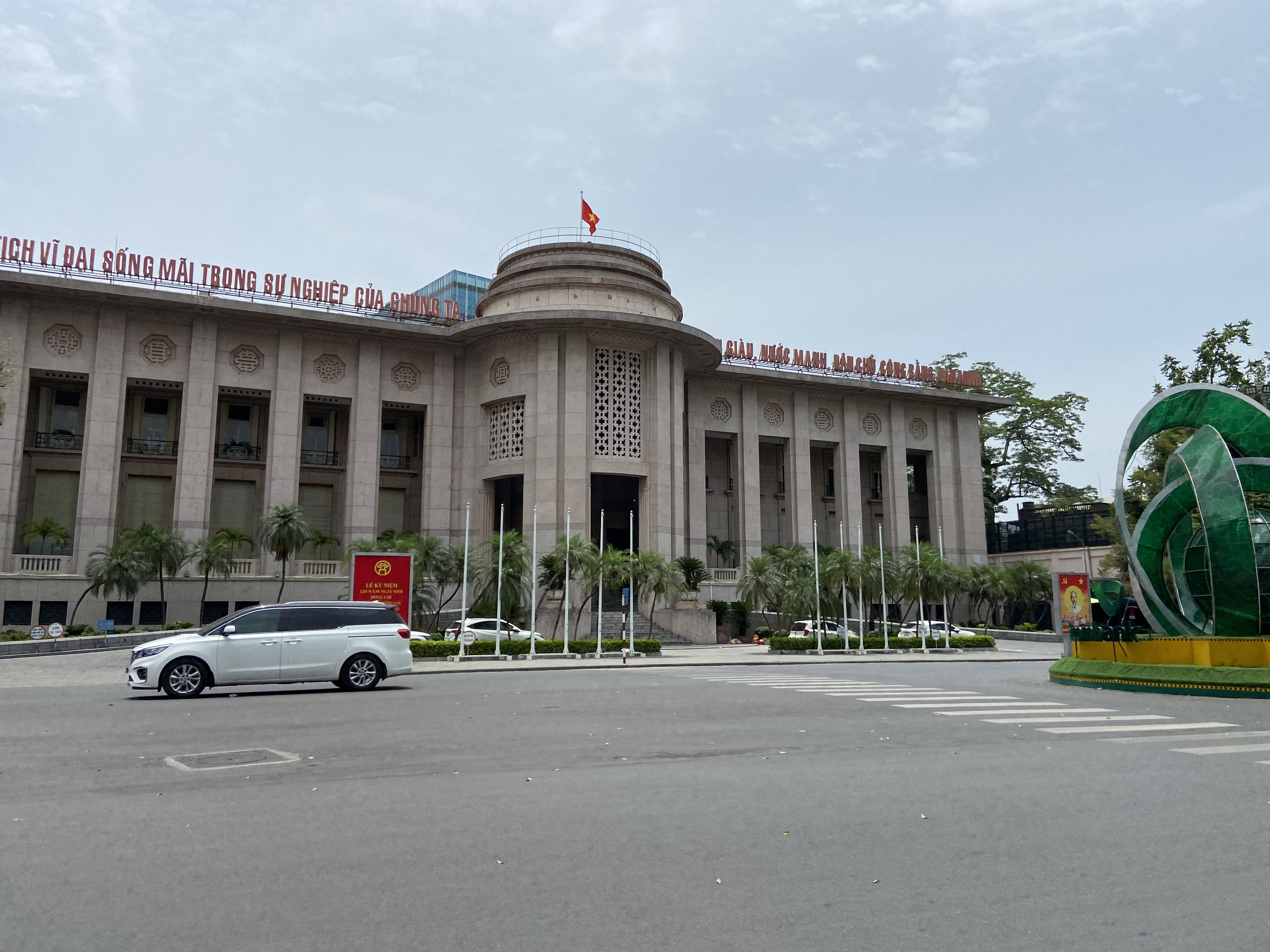
Ngân Hàng Nhà nước Việt Nam

Ngân hàng hay nhà băng (Tiếng Anh: bank) là một tổ chức tài chính chấp nhận tiền gửi và định kênh những tiền gửi đó vào các hoạt động cho vay trực tiếp hoặc gián tiếp thông qua các thị trường vốn. Do ảnh hưởng của chúng trong hệ thống tài chính và nền kinh tế, các ngân hàng bị giám sát chặt chẽ bởi các quy định cao theo luật pháp của mỗi nước để tránh việc chúng thực hiện việc lũng đoạn, thao túng nền kinh tế của quốc gia đó. Hầu hết các ngân hàng hiện nay đều hoạt động theo một hệ thống được gọi là hoạt động ngân hàng dự trữ phân đoạn. Theo hệ thống này, ngân hàng chỉ nắm giữ một phần dự trữ nhỏ (thậm chí là rất nhỏ) của các khoản tiền gửi. Phần còn lại họ cho vay để kiếm lời. Điều này nói chung là tùy thuộc vào các yêu cầu vốn tối thiểu được dựa trên một bộ tiêu chuẩn về vốn, được gọi là Hiệp ước vốn Basel. Hoạt động ngân hàng theo nghĩa hiện đại của nó đã phát triển từ thế kỷ 14 tại các thành phố giàu có của Ý thời Phục hưng nhưng trong theo nhiều nhà kinh tế học thì đó vẫn chỉ là một sự tiếp nối của những ý tưởng và khái niệm của tín dụng và cho vay bắt nguồn từ thế giới cổ đại. Trong lịch sử hoạt động ngân hàng, một số triều đại ngân hàng đã đóng một vai trò trung tâm trong nhiều thế kỷ.

## Lịch sử
Hoạt động ngân hàng theo nghĩa hiện đại của từ này có thể được truy nguồn tới nước Ý thời trung cổ và đầu Phục Hưng, đến các thành phố giàu có ở phía bắc như Firenze, Lucca, Siena, Venice và Genoa. Các Bardi và các gia đình Peruzzi thống trị hoạt động ngân hàng trong Florence thế kỷ 14, bằng cách thành lập chi nhánh ở nhiều nơi khác của châu Âu. Một trong những ngân hàng nổi tiếng nhất của Ý là Ngân hàng Medici, được thành lập bởi Giovanni di Bicci de' Medici năm 1397. ngân hàng tiền gửi nhà nước được biết đến sớm nhất, Banco di San Giorgio (Bank of St. George), được thành lập năm 1407 tại Genoa, Ý.
Ngân hàng lâu đời nhất còn tồn tại là Monte dei Paschi di Siena, trụ sở chính tại Siena, Ý, đã hoạt động liên tục kể từ năm 1472. Tiếp sau đó là Berenberg Bank của Hamburg (1590) và Sveriges Riksbank của Thụy Điển (1668).

## Định nghĩa

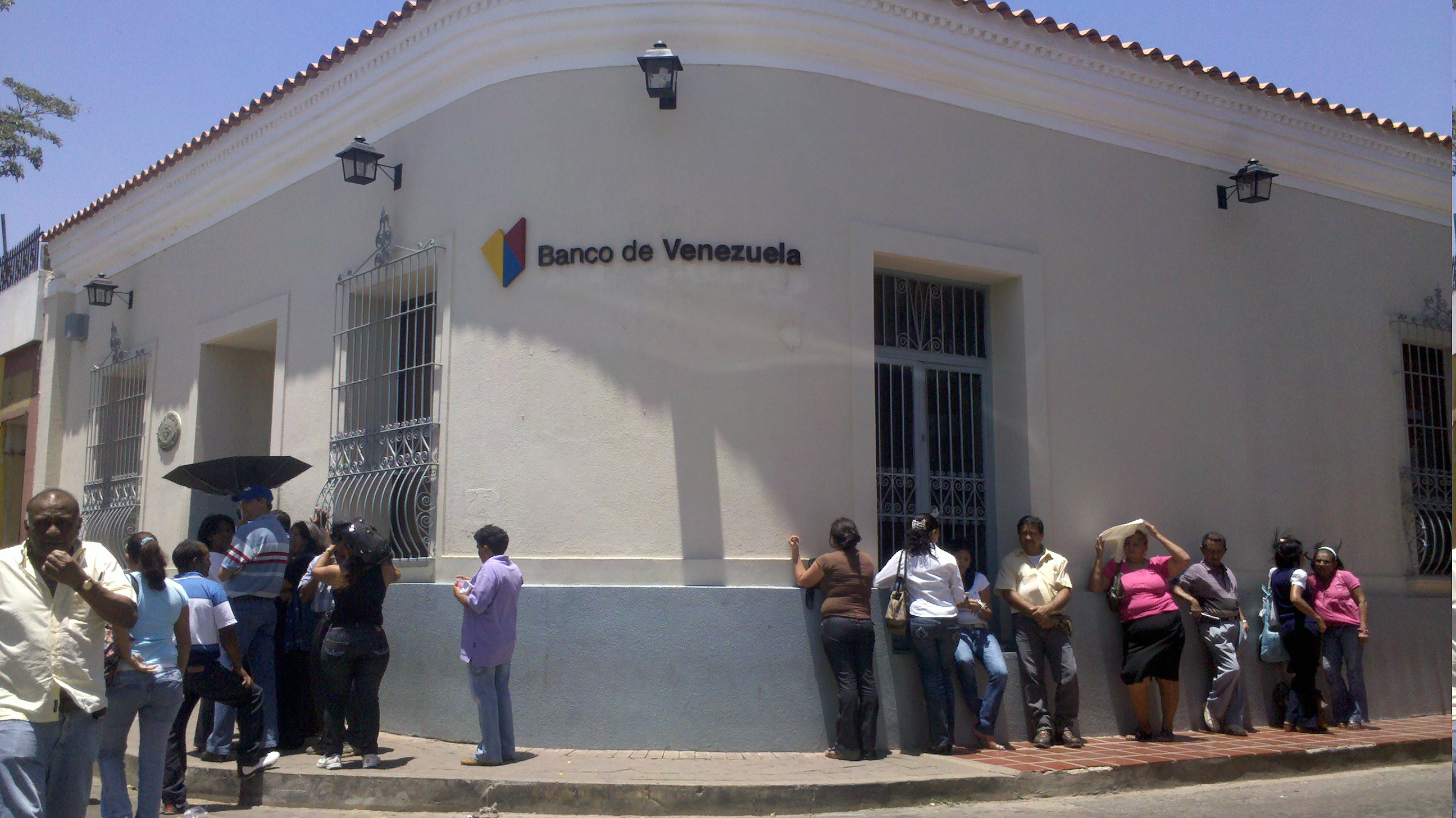
Banco de Venezuela tại Coro.

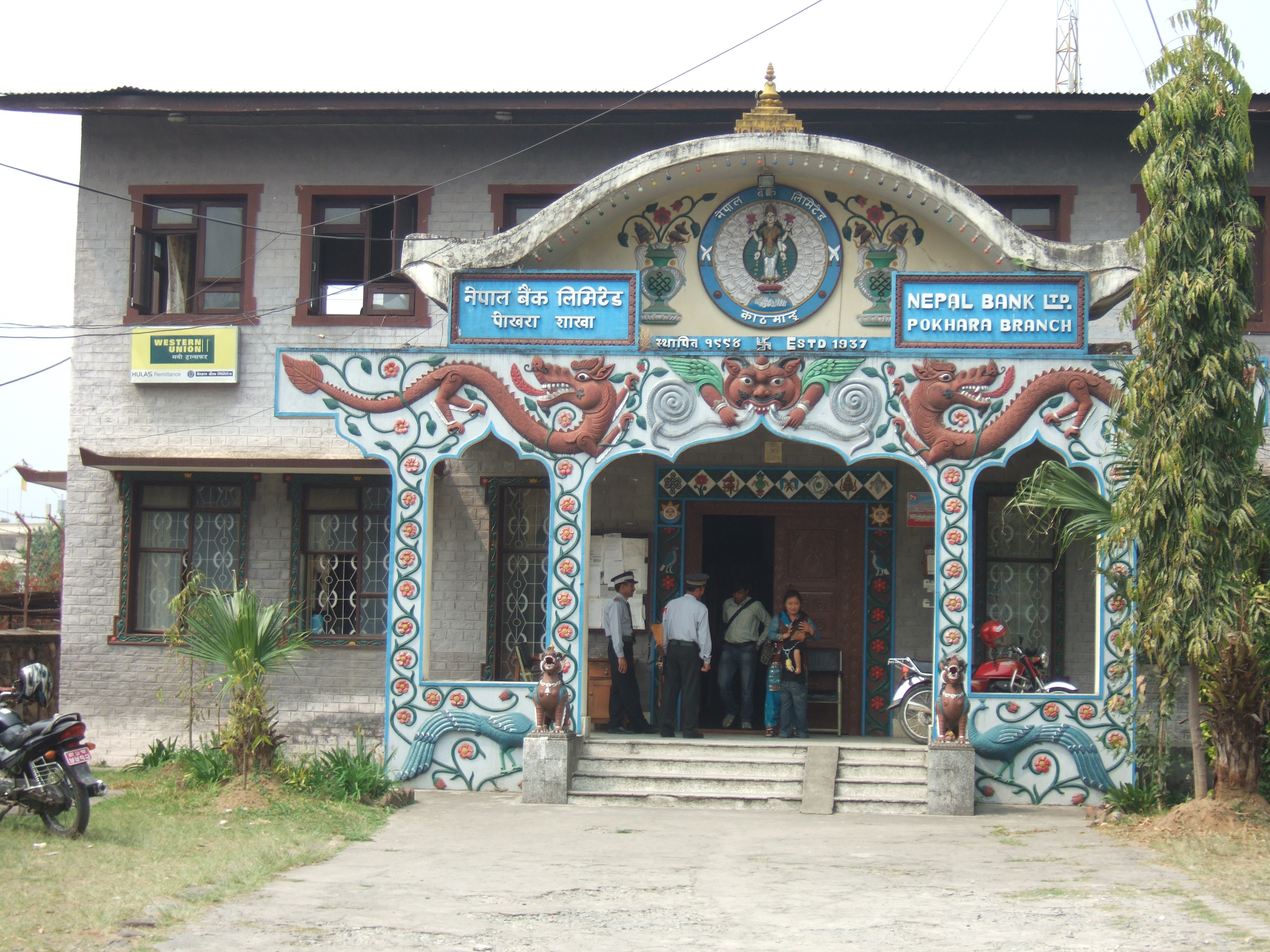
Chi nhánh của Nepal Bank tại Pokhara, Eastern Nepal.

### Các hoạt động tiêu chuẩn

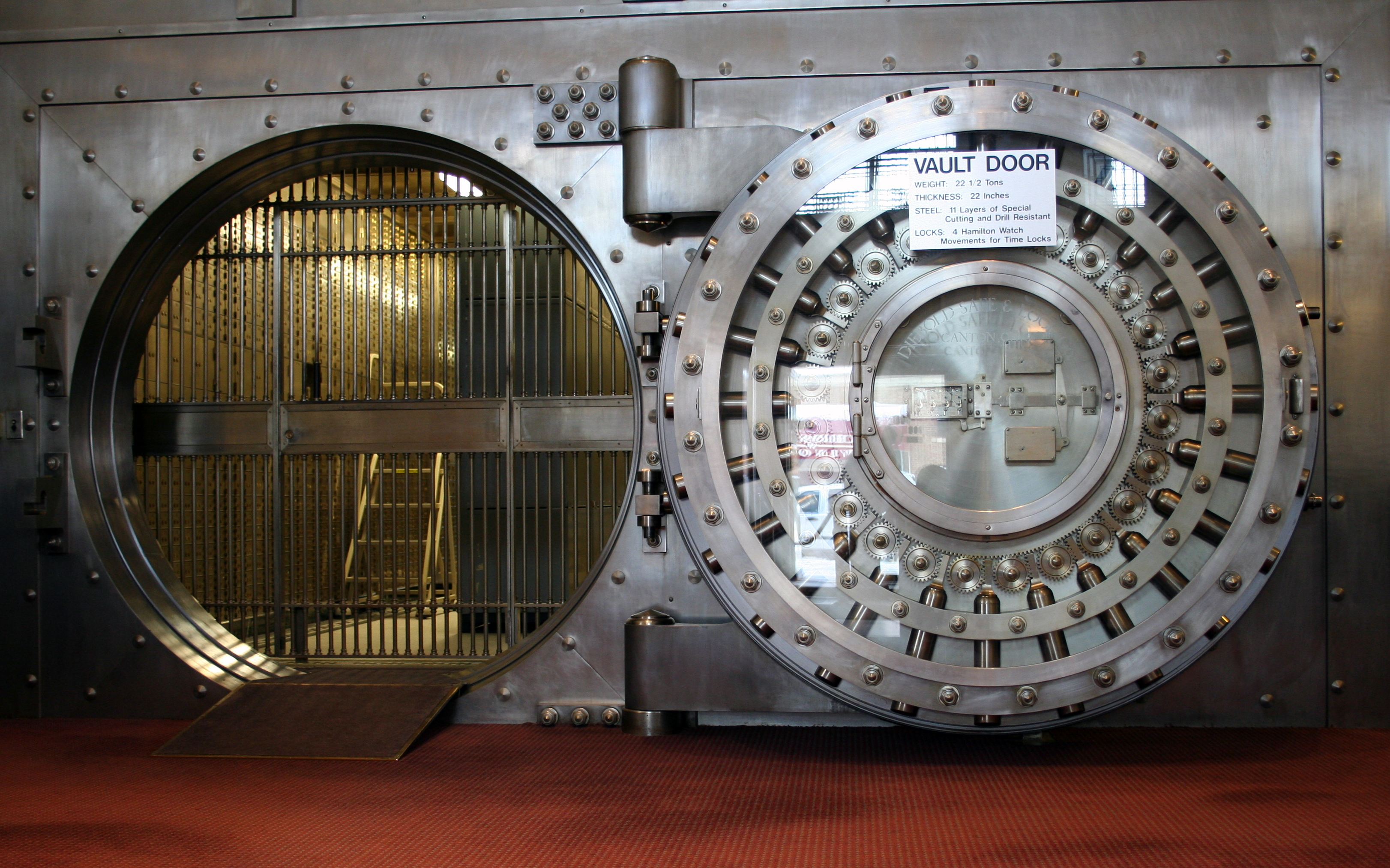
Cửa để mở ngân khố của ngân hàng

### Các sản phẩm

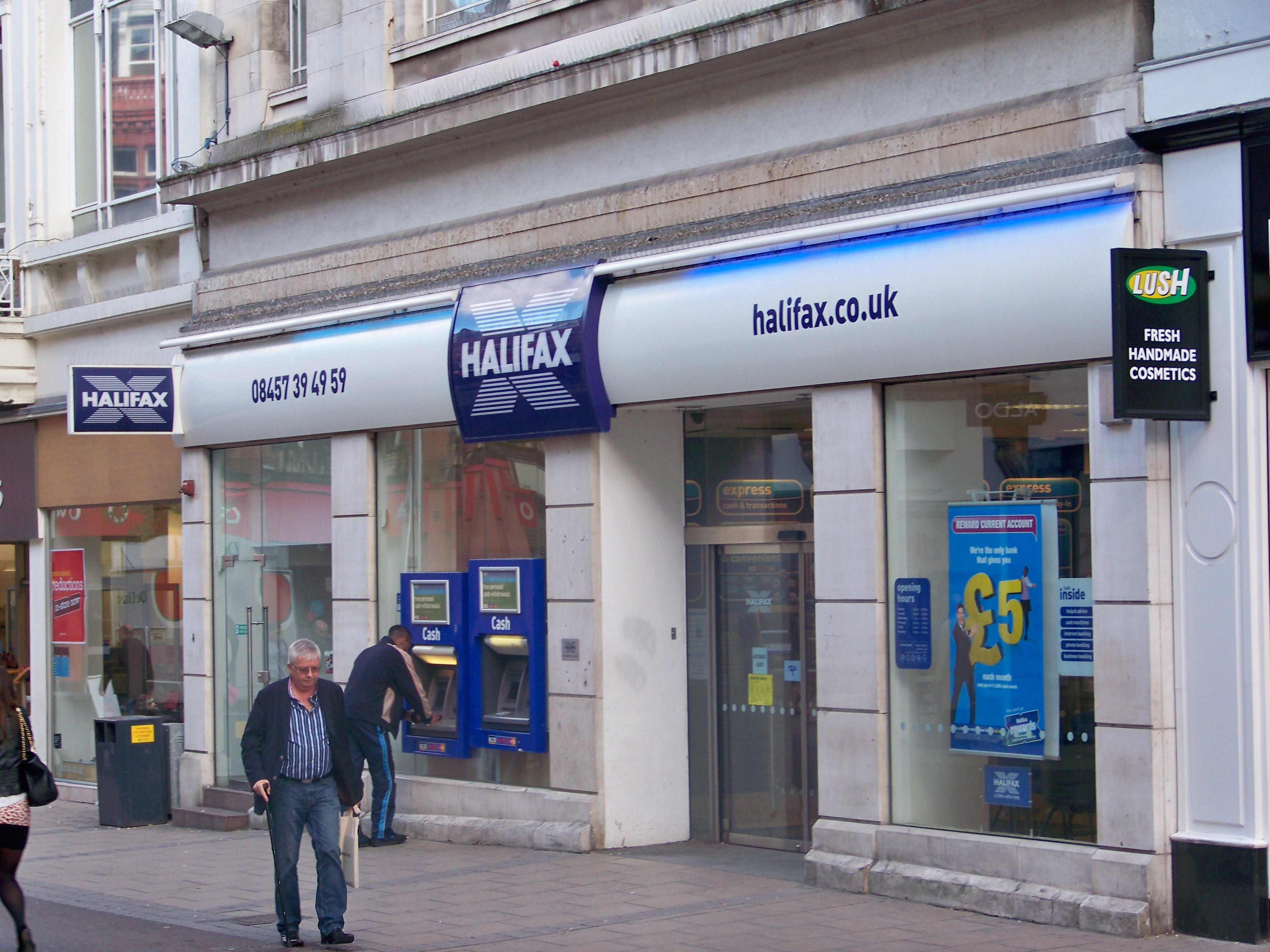
Một hiệp hội xây dựng cũ, bây giờ là ngân hàng bán lẻ tại Leeds, West Yorkshire.

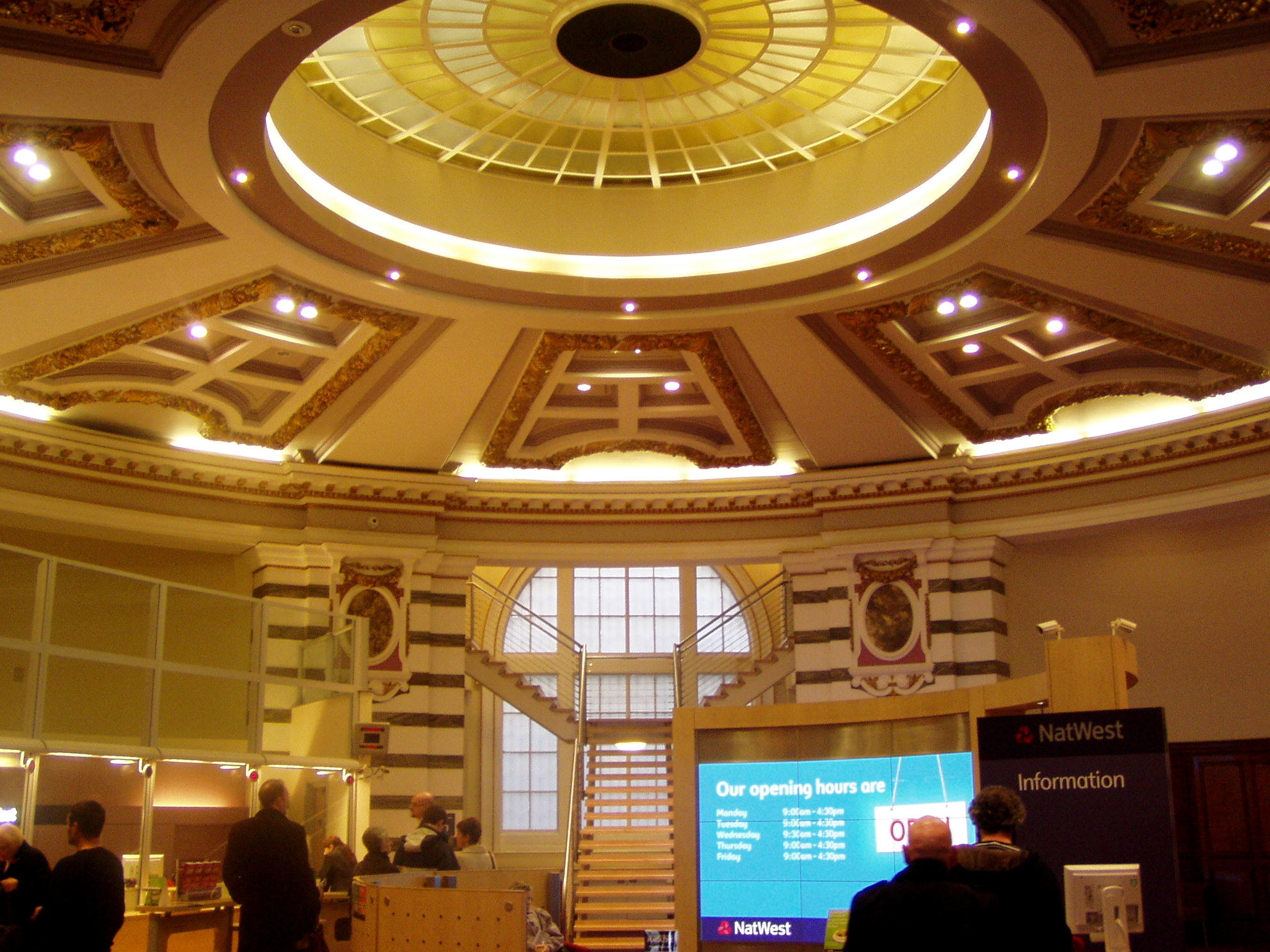
Quang cảnh bên trong một chi nhánh của National Westminster Bank tại Castle Street, Liverpool

## Rủi ro và vốn

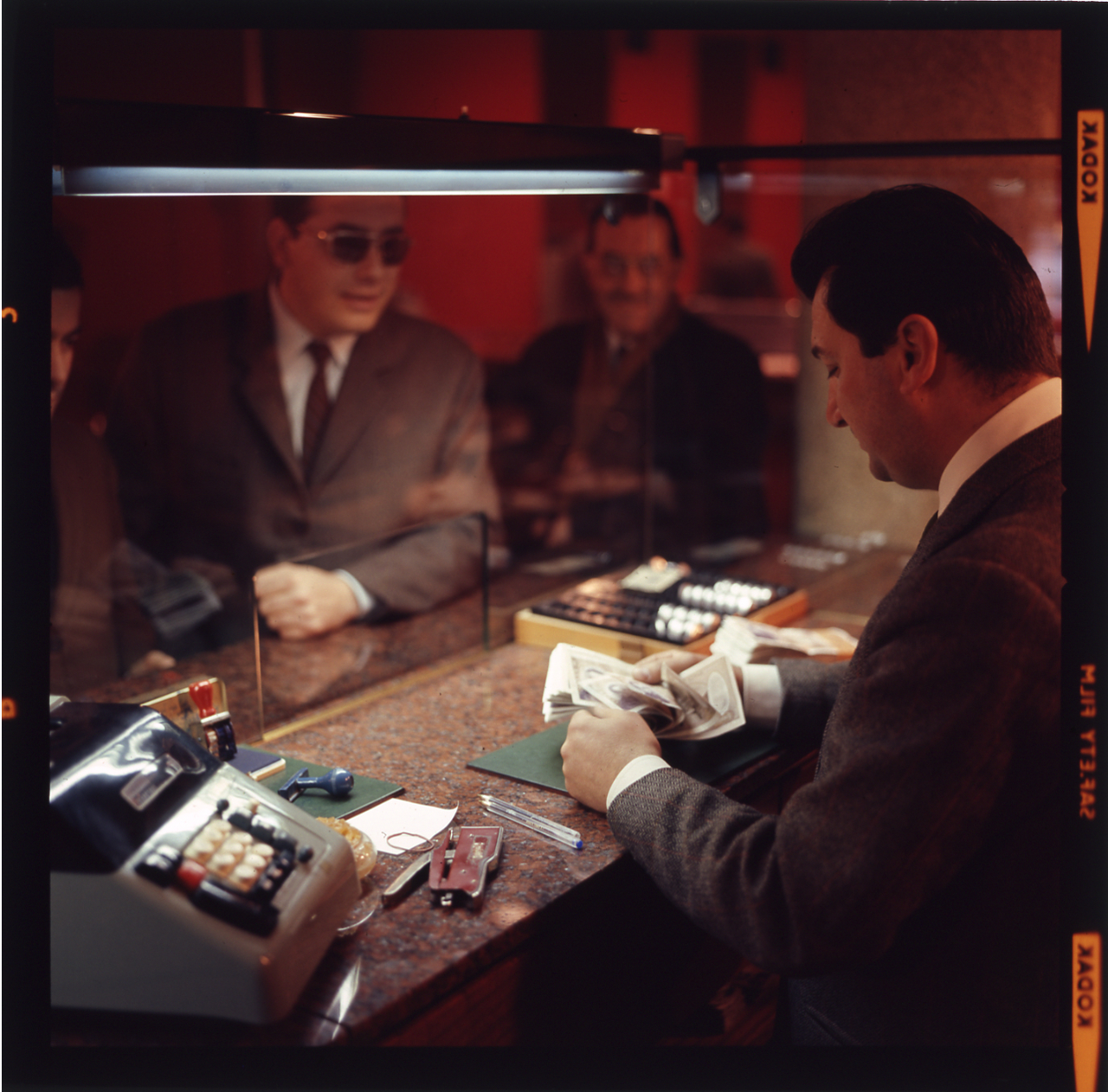
1970

## Ngân hàng trong nền kinh tế

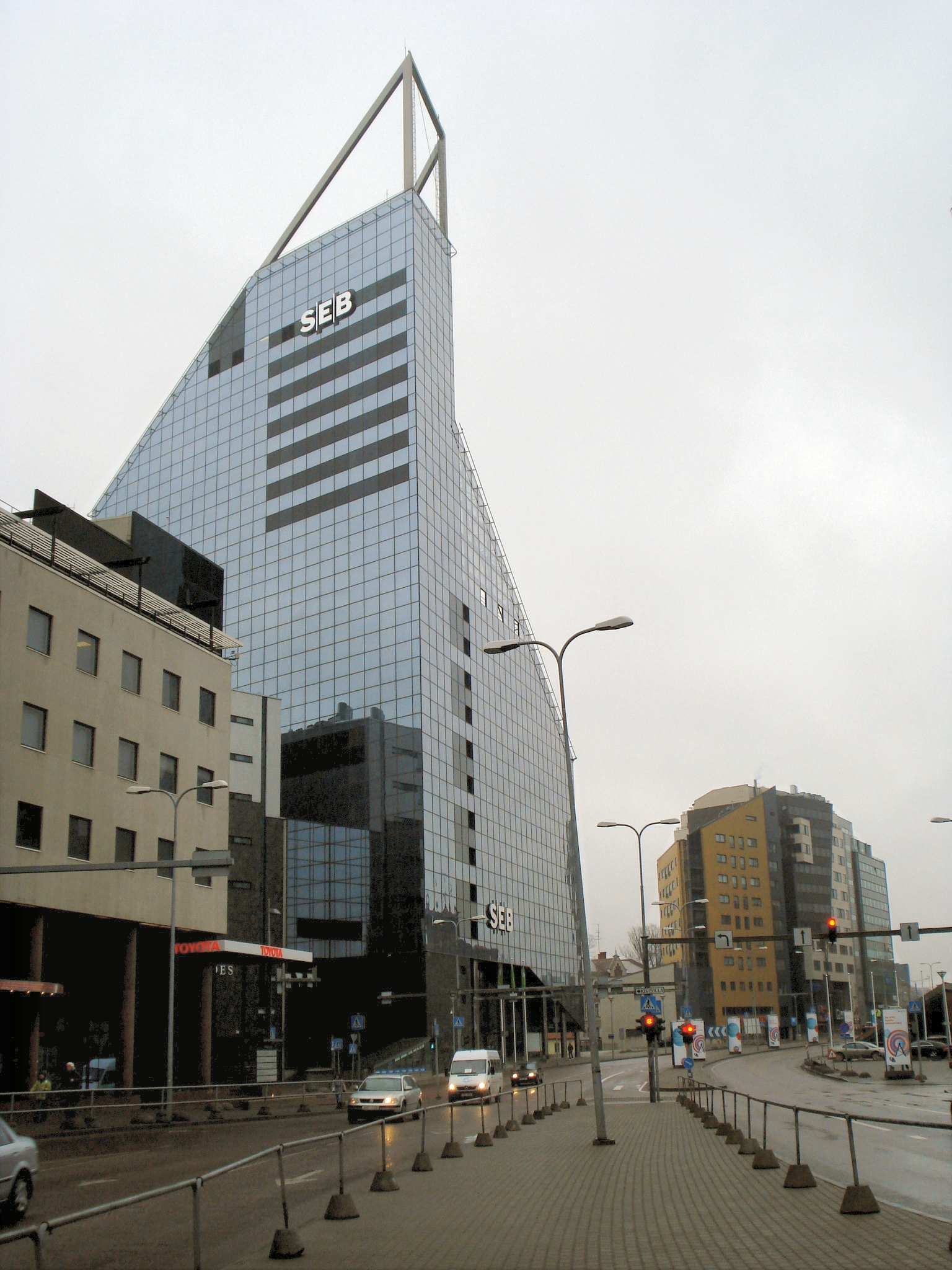
Tòa nhà chính của SEB tại Tallinn, Estonia

### Các loại ngân hàng bán lẻ

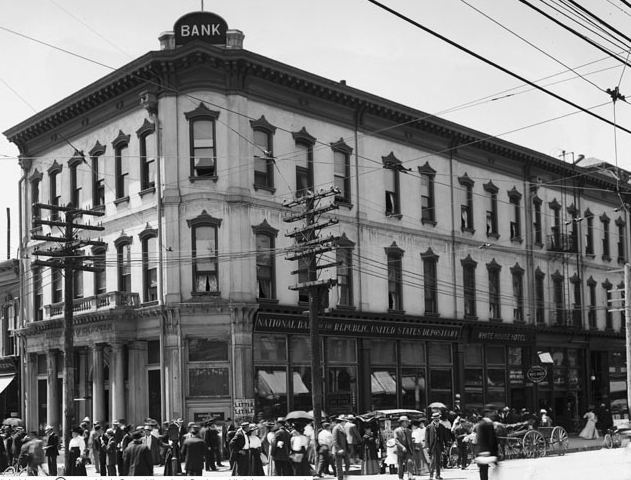
National Bank of the Republic, Salt Lake City 1908

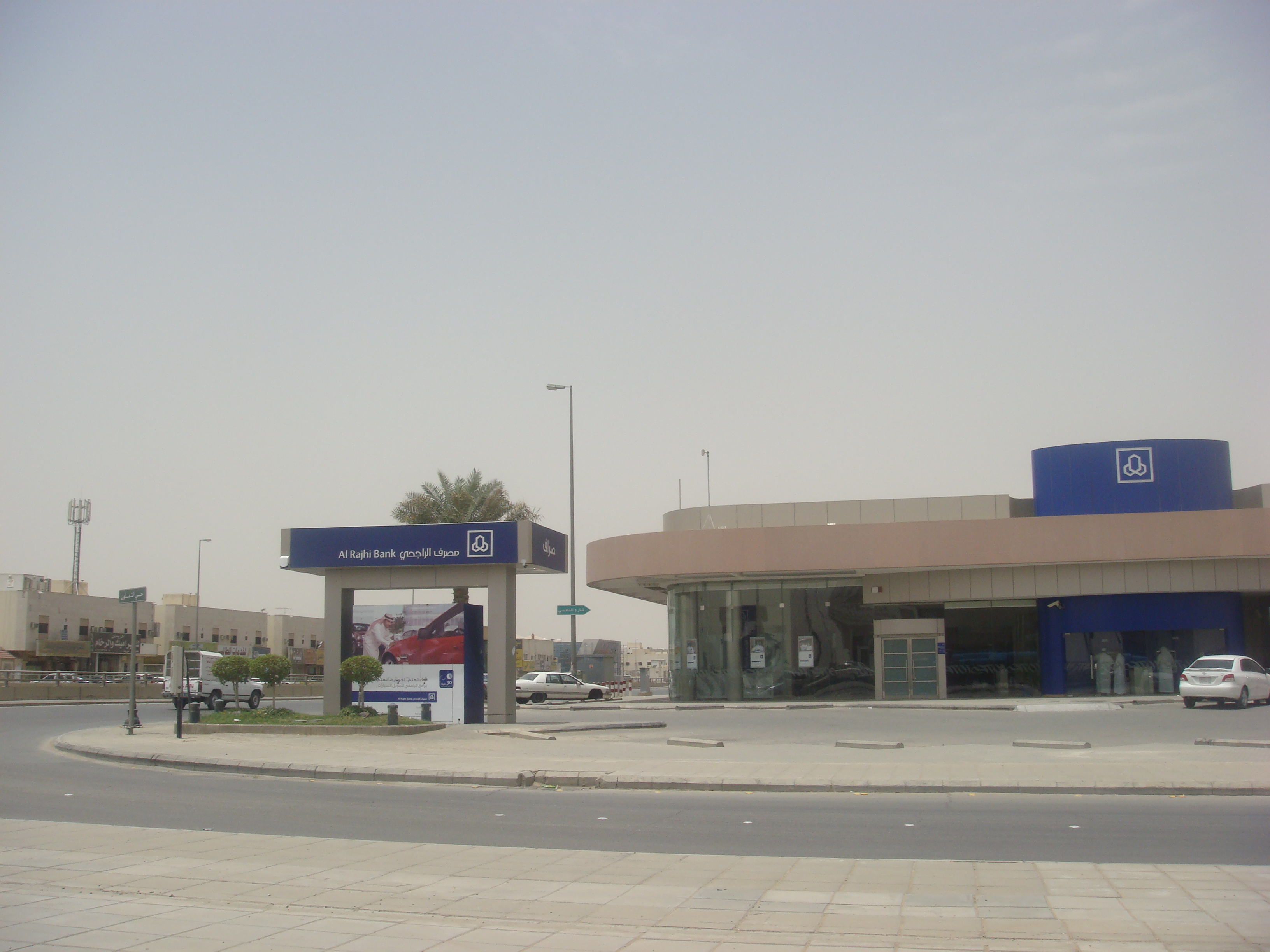
ATM Al-Rajhi Bank

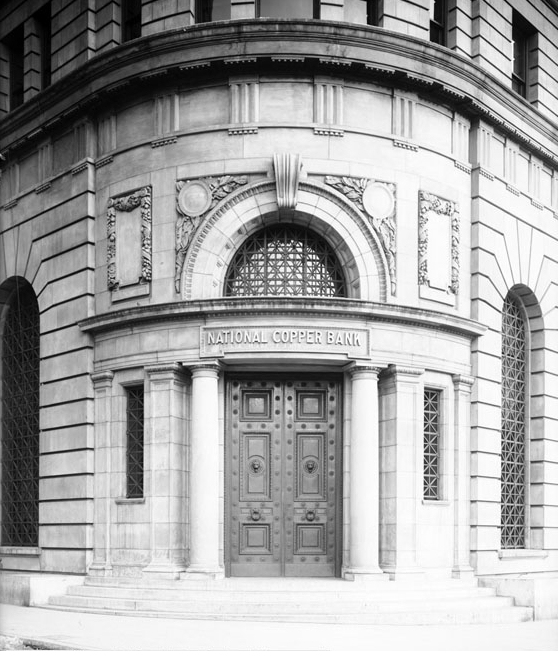
National Copper Bank, Salt Lake City 1911

## Kế toán cho các tài khoản ngân hàng

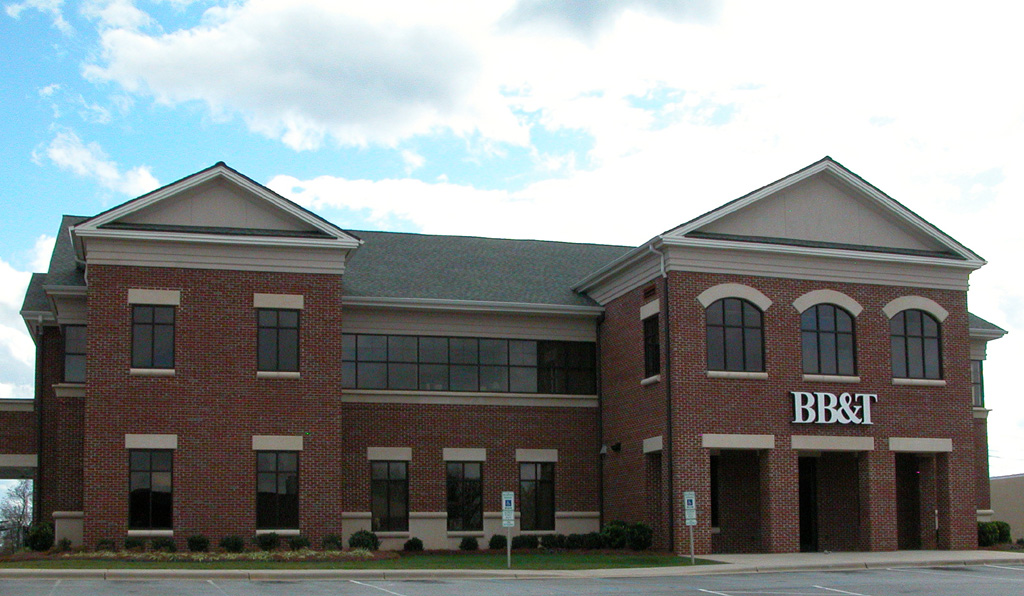
Chi nhánh ngân hàng ngoại ô.